# Köpfchen (Dün)
Das Köpfchen ist ein 402,1 m ü. NHN hoher Berg bei Kallmerode im Stadtgebiet von Leinefelde-Worbis im Landkreis Eichsfeld im Nordwesten Thüringens.

## Geographie
Der Berg befindet sich einen Kilometer nördlich von Kallmerode und zwei Kilometer südlich von Leinefelde im Obereichsfeld. Unmittelbar westlich am Fuße des Berges liegt im Tal der Ohne der Weiler Beinrode mit dem ehemaligen Klostergut Beinrode.
Die Bergkuppe liegt im Übergangsbereich vom Dün (mit dem Kirchberg 447,0 m) zum Worbiser Graben (mit dem Eulenberg 388,0 m), der den Eichsfelder Kessel vom oberen Leinetal trennt. Der südliche Teil der Ohmgebirgs-Grabenzone reicht hier bis an den Dün und gliedert dessen nördliche Hänge stark ein. Die Bundesstraße 247 zwischen Dingelstädt und Leinefelde nutzt diese Einsenkung zur Überquerung des Dün und führt direkt am Berg vorbei.

## Natur
Die geologische Grundlage der Bergkuppe besteht wie die der benachbarten Berge aus Muschelkalk, während zu den Tälern der Leine und der Ohne Oberer und Mittlerer Buntsandstein ansteht. Der Berg ist komplett bewaldet, überwiegend findet man Nadelbäume.
In der Talsenke zwischen dem Köpchen und dem Kirchberg befindet sich eine größere Mülldeponie des Landkreises Eichsfeld. Seit etwa 2005 wurden keine Abfälle mehr eingelagert und die Eichsfeldwerke begannen mit der Rekultivierung des Müllberges. Sie betreiben dort Gasbrunnen zur Energiegewinnung und sie wird noch als Kleinanlieferstation für die Annahme Kleinstabfällen genutzt.

## Burganlage auf dem Köpfchen
Auf der Bergkuppe des Köpfchens befinden sich Reste einer mittelalterlichen Burganlage, bestehend aus einer Kernburg mit einer Länge von 20 m und Breite von 18 m, ein Graben trennt diese von einer Vorburg (etwa 20 mal 30 m) ab. Ein weiterer Wall und Graben trennt die Burg vom restlichen Bergkamm. Außer den Wall- und Grabenanlagen sind keine Mauerreste vorgefunden worden, eine kreisrunde Vertiefung in der Hauptburg könnte auf einen ehemaligen Bergfried verweisen. Wann die Burg erbaut wurde, ist nicht bekannt, vorgefundene Bruchstücke von Hohlziegeln, Wandscherben und Tongefäßen deuten auf eine Besiedlung bis in das 14./16. Jahrhundert. Unmittelbare urkundliche Erwähnungen für eine Burg an diesem Ort fehlen, auch ein historischer Name ist nicht überliefert. Möglicherweise handelt es sich um die im Jahr 1303 genannte Davidsburg, gelegen in der Nähe der Burg Scharfenstein. Darin überlässt der Mainzer Erzbischof Gerhard die Hälfte der Burg den Rittern Friedrich von Rosdorf und Hildebrand von Hardenberg mit dem Einwand, das die Burg für den Erzbischof offen bleibt. Möglicherweise handelt es sich bei der Burg David auch um die Burg Falkenberg. Andere Autoren sehen in der Davidsburg eine Burg Schartenberg.
Eine sichere Aussage zu den ursprünglichen Besitzern und zur Funktion der Burg ist nicht gegeben, sie dürfte aber mit der Überwachung der Straßen im Tal zusammen hängen. Das mittelalterliche Beinrode bildete wahrscheinlich den Wirtschaftshof der Burg. Ob die Aufgabe der Burg mit dem Wüstfallen des Ortes Beinrode zusammenhängt, ist nicht bekannt. Vermutlich wurden die Steine nach Aufgabe der Burg abgebrochen und beim Bau des Vorwerkes Beinrode wiederverwendet.